# Шон Креєн
Шон Креєн (англ. Shawn Crahan; нар. 24 вересня 1969) — американський музикант, найбільше відомий як перкусіоніст американського метал-гурту Slipknot. Також його можна почути барабанщиком в групах To My Surprise і Dirty Little Rabbits.

## Slipknot
Шон Креєн — найстаріший і, тим не менш, один із самих божевільних учасників групи Slipknot. Найстаршим Шон є у двох сенсах — як самий перший учасник і один із засновників групи поряд з Полом Греєм і Андерсом Кользефіні, і як найстарший серед музикантів в Slipknot.
Шон, як і всі учасники групи, має свій порядковий номер — 6.
Також Шон носить маску клоуна під час виступів групи.

### Маски
Саме Шону належить ідея носити маски, а також ідея з комбінезонами.
В один день він прийшов на репетицію в масці клоуна. Хлопці посміялися, але вже через деякий час самі почали виступати в масках.
З кожним новим альбомом учасники одягали і нову маску:

#### Mate.Feed.Kill.Repeat.
Шон носив звичайну маску рудого усміхненого клоуна.

#### Slipknot
Маска клоуна з коротким носом і з усмішкою. Носив жовте желе на обличчі.

#### Iowa
Колишня добра і усміхнена клоунська пика змінилася страшної мордою пекельного клоуна.
На лобі в маски вибита цифра 6, що символізує номер Шона в групі. Всю поверхню маски покриває вирізана пентаграма. На лобі у клоуна стирчать металеві ріжки. Також з голови видніються мізки, які Шон поливав штучною кров'ю перед концертами.

#### Vol. 3: The Subliminal Verses
Злий клоун змінився на жалюгідного і побитого. Тепер маска являє з себе перебинтовану закривавленим бинтом голову і приклеєний до неї клоунський ніс. На маківці маски видно шматки мозку.

#### All Hope Is Gone
Нова маска Клоуна зроблена з чорної шкіри і обшита червоними і білими нитками. На маску пришитий великий клоунський ніс металевого кольору. На місці рота блискавка, причому вона починається на роті і тягнеться до правого вуха. Під час туру на підтримку альбому Креєн також носив іншу маску — вона найбільше нагадувала ту, що використовувалася в ранні роки: веселий усміхнений клоун, правда з сіруватим відтінком шкіри. Так само Шон одягав сірувату маску клоуна з великим носом, рожевими щоками і рівною посмішкою.

## Інші групи

### To My Surprise
Сольний проєкт Шона Креєна і його техніка Sa-Tone, вокаліста групи One Minute Silence — Brian Barry, і ex — Slipknot перкусіоніста Брендона Дарнера (aka. Grouch).

### Dirty Little Rabbits
Dirty Little Rabbits це експериментальна альтернативна, психоделічна рок-гурт з Джостона, Айова, представлена як сайд проєкт Шона Креєн. (с) DeadHamlet

### The Black Dots of Death
Група, заснована Шоном, щоб створити якесь нове напрямок у музиці. Перший альбом під назвою «Ever Since We Were Children» вийшов 29 березня 2011 року. На офіційному сайті викладені всі композиції.

## Продюсування
Шон був виконуючим продюсером на записі альбому «LD 50» групи Mudvayne, також як і на альбомі Invitation to the Dance групи 40 Below Summer. Також він був продюсером першого альбому Down The Sun. Був продюсером кліпу «We are» у групи Hollywood Undead і «America» у Motionless in White.

## Факти
- Шон відомий як хороший батько, він одружений і має чотирьох дітей (два сини і дві дочки).
- Шон працював зварювальником, хоча його хобі — створення скульптур і він професійний дизайнер.
- Улюблений фільм жахів Шона — « Сяйво».
- Шон зіграв у фільмі «The Devil's Carnival».
- Перша платівка, яка була у Шона — Kiss «Dynasty».
- Найкращою метал-групою, на думку Шона, є Black Sabbath.
- Слухає такі групи як Tricky, Pink Floyd, Led Zeppelin, AC/DC, Judas Priest, The Misfits, NIN.
- Найдорожча річ для нього — обручка.
- Має 2 глибоких рани на лобі, і 39 швів на них в результаті биття головою об свої барабани.
- Він зварив собі барабани сам, тому що був зварювальником.
- Найбільш травмований учасник Slipknot.